# Redfoo
Stefan Kendal Gordy (Los Ángeles, California, Estados Unidos, 3 de septiembre de 1975), más conocido por su nombre artístico Redfoo, es un  cantautor, DJ, compositor, rapero, productor, bailarín y tenista estadounidense, que formó parte desde el 2006 hasta casi el final del año 2012 del dúo musical de electro pop, LMFAO, junto a su sobrino Sky Blu (Skyler Austen Gordy). Ha publicado dos álbumes de estudio con su grupo, así como varios trabajos en solitario o en colaboración con otros artistas. El también hizo una aplicación de DJ llamada Beat Rock que se puede encontrar en el App Store y en Google Play Store. Es hijo de Berry Gordy, Jr., y es medio hermano de Rockwell.

## Primeros años
Stefan Kendal Gordy (Redfoo) nació el 3 de septiembre de 1975, siendo el octavo y menor hijo de Berry Gordy, Jr., fundador del sello discográfico Motown, y de Nancy Leiviska (Es el único hijo que tienen en común Berry y Nancy). Asistió a la escuela secundaria con will.i.am y GoonRock. Redfoo se graduó en 1995 en el instituto Palisades Charter High School de Pacific Palisades, en Los Ángeles, California. Cómo curiosidad tiene una amistad con la conocida heredera Paris Hilton (Ya que los padres de ambos se conocían)

## Carrera musical
Redfoo comenzó a escribir y producir sus primeros temas en torno a 1997, después de una lesión que truncó su carrera de tenista, la cual retomó en el 2012.  También formó un grupo de hip-hop con Dre Kroon. Lanzaron un álbum, Balance beam, en ese mismo año. El grupo más tarde se separó y RedFoo trabajó como intermediario financiero (day trader). También colaboró como ingeniero en el álbum Focused Daily del intérprete de rap, Defari. En 2004, RedFoo colaboró con los raperos Figgkidd y Tech N9ne en la canción "I Gotta Know", que llegó al número 50 en la listas musicales de Australia (ARIA).
En 2006, formó la banda de electropop LMFAO, junto a su sobrino Sky Blu, y lanzó su primer sencillo "I'm in Miami Bitch". En 2010, colaboraron en el sencillo Gettin' Over You del disc-jockey francés David Guetta, que alcanzó el número uno en Francia y el Reino Unido. Ese mismo año lanzaron su segundo álbum de estudio, Sorry For Party Rocking, que incluyó algunos éxitos mundiales "Party Rock Anthem", "Champagne Showers", "Sexy and I Know It" y "Sorry For Party Rocking". El grupo se separó temporalmente en septiembre de 2012 pero con la intención de una rápida reunión en 2014
Redfoo también trabajó en canciones con el rapero Pitbull, y escribió y produjo tres canciones para el segundo álbum de la cantante pop Carly Rae Jepsen, Kiss. También aparece en el video de Live My Life de Far East Movement con Justin Bieber.
En septiembre de 2013, lanzó el sencillo titulado "Let's Get Ridiculous", estrenado en el The X Factor de Australia, programa del que también participa como jurado. En mayo del 2015, Redfoo, dejó el programa definitivamente. Debutó en el número uno en la lista de sencillos de Australia, donde recibió la certificación del triple disco de platino. En 2014 saco su nueva canción llamada "New Thang" de gran repercusión en Australia y Nueva Zelanda.
El 18 de marzo de 2016 lanzó a través del sello discográfico Rykodisc su álbum debut en solitario Party Rock Mansion. Cuenta con apariciones especiales de Stevie Wonder y Dimitri Vegas & Like Mike. Fueron incluidos sus dos sencillos anteriores "New Thang" y "Juicy Wiggle" y un tercer sencillo promocional lanzado en febrero de 2016 titulado "Party Train".

## Vida personal
Stefan Gordy estuvo saliendo con la tenista Victoria Azarenka desde septiembre de 2012, de la que dijo ser el amor de su vida. Tras un tiempo de haber salido se separaron para poder seguir con sus respectivas carreras.

## Discografía

### Álbumes de estudio
- 18 de marzo de 2016: Party Rock Mansion"

### Sencillos
- 2004: «I Gotta Know» (Figgkidd con Tech N9ne & Redfoo)
- 2012: «Bring Out the Bottles»
- 2013: «I'll Award You with My Body»
- 2013: «Let's Get Ridiculous»
- 2014: «New Thang»
- 2015: «Juicy Wiggle»
- 2016: «Keep Shining»
- 2016: «Brand New Day»
- 2016: «Party Train»
- 2018: «Everything I Need» (Redfoo & VINAI)
- 2020: «My Party» (Top Pop & Redfoo)
- 2022: «Crisscross» (24k Golden, Redfoo & DJ Fire House)
- 2023: «Long Live Party Rock» (Dainjazone & Redfoo)

#### En listas
| Año  | Título                        | Mejor posición en listas | Mejor posición en listas | Mejor posición en listas | Mejor posición en listas | Mejor posición en listas | Mejor posición en listas | Certificación     | Álbum               |
| Año  | Título                        | AUS                      | BEL (Fla)                | BEL (Val)                | FRA                      | NZ                       | PB                       | Certificación     | Álbum               |
| ---- | ----------------------------- | ------------------------ | ------------------------ | ------------------------ | ------------------------ | ------------------------ | ------------------------ | ----------------- | ------------------- |
| 2004 | «She Got Game»                | —                        | —                        | —                        | —                        | —                        | —                        |                   | Sencillos sin álbum |
| 2006 | «Welcome to My World»         | —                        | —                        | —                        | —                        | —                        | —                        |                   | Sencillos sin álbum |
| 2012 | «Bring Out the Bottles»       | —                        | 62                       | 52                       | —                        | —                        | 86                       |                   | Sencillos sin álbum |
| 2013 | «I'll Award You With My Body» | 58                       | —                        | 76                       | —                        | —                        | —                        |                   | Sencillos sin álbum |
| 2013 | «Let's Get Ridiculous»        | 1                        | 31                       | 49                       | 106                      | 31                       | 97                       | - AUS: 4× Platino | Sencillos sin álbum |
| 2014 | «New Thang»                   | 3                        | —                        | —                        | 78                       | 3                        | —                        | - NZ: Platino     | Party Rock Mansion  |
| 2015 | «Juicy Wiggle»                | 35                       | —                        | —                        | —                        | —                        | —                        |                   | Party Rock Mansion  |
| 2016 | «Party Train»                 | —                        | —                        | —                        | —                        | —                        | —                        |                   | Party Rock Mansion  |

#### Como artista invitado
| Año  | Título                                                                           | Álbum                |
| ---- | -------------------------------------------------------------------------------- | -------------------- |
| 1999 | "Duet" (The Black Eyed Peas feat. Redfoo)                                        | Behind the Front     |
| 2004 | "I Gotta Know" (Figgkidd feat. Tech N9ne & Redfoo)                               | Who Is Figgkidd?     |
| 2011 | "Took My Love" (Pitbull feat. Redfoo, Vein & David Rush)                         | Planet Pit           |
| 2012 | "Run" (Flo Rida con Redfoo)                                                      | Wild Ones            |
| 2012 | "Live My Life (Party Rock Remix)" (Far East Movement con Justin Bieber & Redfoo) | Dirty Bass           |
| 2014 | "Drop Girl" (Ice Cube con Redfoo & 2 Chainz)                                     | Everythang's Corrupt |
| 2014 | "Literally I Can't" (Play-N-Skillz con Redfoo, Lil Jon & Enertia McFly)          |                      |
| 2017 | "Holiday" (HRVY con Redfoo))                                                     | Holiday              |

## Discografía como productor y compositor
| Año  | Canción                | Artista(s)                             | Álbum               |
| ---- | ---------------------- | -------------------------------------- | ------------------- |
| 2004 | "I Gotta Know"         | Figgkidd con Tech N9ne & Redfoo        | What Is Figgkidd?   |
| 2011 | "Took My Love"         | Pitbull con Redfoo, Vein, & David Rush | Planet Pit          |
| 2012 | "Run"                  | Flo Rida con Redfoo                    | Wild Ones           |
| 2012 | "More Than A Memory"   | Carly Rae Jepsen                       | Kiss                |
| 2012 | "Wrong Feels So Right" | Carly Rae Jepsen                       | Kiss                |
| 2012 | "This Kiss"            | Carly Rae Jepsen                       | Kiss                |
| 2015 | "King Kunta"           | Kendrick Lamar                         | To Pimp a Butterfly |